# Jiří Dědeček
Jiří Dědeček   (Karlovy Vary, 13 de febrer de 1953) és músic, compositor, poeta, traductor, escriptor i autor txec de nombrosos programes de ràdio i televisió txecs.
Va actuar en tàndem amb Jan Burian els anys 1973–1985. Dědeček és president del "Centre PEN Txec".

## Educació
Es va graduar en biblioteconomia a la Universitat Carolina de Praga el 1976. Del 1983 al 1987 va estudiar escriptura de guions a l'Escola de Cinema i TV de l'Acadèmia d'Arts Escèniques de Praga.

## Discografia (selecció)
- 1990 – Zabili trafikantku
- 1996 – Kouzlo noční samoty
- 1998 – Žalozpěv pro lehký holky
- 2003 – Kdyby smrtka měla mladý
- 2006 – Řekněte to mýmu psovi